# Icosaedru tridiminuat augmentat
În geometrie icosaedrul tridiminuat augmentat este un poliedru convex construit prin augmentarea unui icosaedru tridiminuat (J63) cu un tetraedru pe fața sa triunghiulară adiacentă celor trei fețe pentagonale. Este poliedrul Johnson J64. Având 10 fețe, este un decaedru.

## Mărimi asociate
Următoarele formule pentru arie, A, și volum, V, sunt stabilite pentru lungimea laturilor tuturor poligoanelor (care sunt regulate) a:
{\displaystyle A={\frac {1}{4}}\left(7{\sqrt {3}}+3{\sqrt {25+10{\sqrt {5}}}}\right)a^{2}\approx 8,192521~a^{2},}
{\displaystyle V={\frac {1}{24}}\left(15+2{\sqrt {2}}+7{\sqrt {5}}\right)a^{3}\approx 1,395038~a^{3}.}